# Misagria bimacula
Misagria bimacula är en trollsländeart som beskrevs av Douglas E. Kimmins 1943. Misagria bimacula ingår i släktet Misagria och familjen segeltrollsländor. IUCN kategoriserar arten globalt som livskraftig. Inga underarter finns listade i Catalogue of Life.